# 達連河駅
達連河駅は中華人民共和国黒竜江省ハルビン市依蘭県達連河鎮に位置する哈佳線の駅。中国鉄路ハルビン局集団有限公司の管轄となっている。

## 沿革
- 2018年9月30日 - 哈佳線の開通と共に共用開始[2]。

## 隣の駅
- 哈佳線
  - 高楞駅 - 達連河駅 - 依蘭駅